# Medical Data
Medical data је научни часопис који се бави ширим подручјем научних дисциплина из области медицине, биолошких наука и медицинских технологија. Излази од 2009. године.

## О часопису
Часопис категоризован као научни часопис од националног значаја.

## Историјат
Часопис су, по идеји Проф др. Петра Спасића основали Проф др Душан Лалошевић, професор Медицинског факултета у Новом Саду и директор Пастеровог завода из Новог сада и Драган Стојковић, власник и директор издавачког предузећа "МОСТАРТ" из Земуна. Издавач је издавачко предузеће "МОСТАРТ" у сарадњи са Пастеровим друштвом из Новог Сада. Часопис је Медицинска ревија која објављује оригиналне научне радове, стручне радове, и прегледне чланке.

## Период излажења
Часопис излази четири пута годишње (март, јун, септембар и децембар).

## Уређивање
Поред главног уредника, часопис уређује Уређивачки одбор од 7 чланова. Ради достизања међународног нивоа радова, и достизања међународног нивоа рецензија о уређивању и квалитету часописа брине Саветодавни уређивачки одбор који чине скоро 60 истакнутих научника из региона и иностранства из више различитих области. Међународни уређивачки одбор (30 чланова)Уредници у националном саставу (30)Чланови издавачког савета су - Академик/Academician Владимир Кањух, SANU, AMN-SLD и академик/Academician Антоније Шкокљев, MANU, AMN-SLD.

## Аутори
За часопис пишу еминетни стручњаци из земље, региона и иностранства.

## Теме
Оригинални научни радови и стручни радови у рубрикама:
- Оригинални чланци
- Општи преглед
- Актуелне теме
- Приказ случаја
- Медицинска едукација
- Медицинске технологије

## Пример објављеног рада
- Прва страна објављеног рада
- Друга страна објављеног рада
- Трећа страна објављеног рада
- Последња страна објављеног рада

## Индексирање у базама података
- Репозиторијум Народне библиотеке Србије[4]